# Spencer Tunick
Spencer Tunick, né le 1er janvier 1967 à Middletown (comté d'Orange) dans l'État de New York, est un photographe plasticien américain. Il est connu pour ses compositions photographiques où figurent des centaines de volontaires, hommes et femmes, posant nus, la plupart du temps dans des décors urbains. 
Diplômé de l'Emerson College (Boston, Massachusetts) où il a obtenu un Bachelor of Arts en 1988, il vit et travaille à Brooklyn, New York. Il ne se définit pas lui-même comme photographe, mais comme créateur d'« installations », les photos n'étant que la représentation de ses œuvres.

## Parcours artistique
En 1992, Spencer Tunick réalise sa première photographie avec des modèles nus dans les rues de New York, puis, devant le succès, poursuit dans d'autres grandes villes américaines. Sa renommée grandissant, il réalise ses œuvres dans quelques grandes capitales à travers le monde : Londres, Melbourne, Montréal, São Paulo et Vienne.
En 1994, il est arrêté au Rockefeller Center à New York en compagnie d'une femme qui posait nue pour une photographie.
Le 26 mai 2001, par un matin froid, il réunit environ 2 500 personnes devant le musée d'art contemporain de Montréal.
En 25 mai 2005, dans le cadre de Corpus Brugge ’05, il organise trois prises le samedi dans le théâtre de Bruges, dans une rue de la ville et sur les canaux. Le samedi suivant, un certain nombre de femmes sont invitées à poser nues dans du chocolat belge liquide.
En juin 2003, il réunit environ 7 000 Espagnols pour participer à une série de photographies à Barcelone. 
Le 11 septembre 2005, il réunit 1 493 personnes à Lyon. 
Il retrouve l'Espagne le 22 avril 2006 en faisant poser environ un millier de personnes à Donostia (Saint-Sébastien), malgré la pluie, alors que seules trois cents personnes environ étaient attendues par l'artiste.
Il prend cinq clichés à Mexico le 6 mai 2007, avec 18 000 personnes, battant son précédent record de 7 000 participants de Barcelone.
En février 2010, il photographie 5 200 personnes devant l'opéra de Sydney.
Tous ses modèles sont des volontaires, non rémunérés et uniquement récompensés par la remise de la photographie sur laquelle ils ont posé, dédicacée par l'artiste.
Sa démarche peut parfois prendre une tournure politique : à Cleveland, le 17 juillet 2016, 100 femmes posent nues en face du bâtiment où doit se tenir la convention républicaine pour protester contre Donald Trump. De la même façon, fin juin 2016, il avait fait poser plus de 6 000 personnes nues à Bogota, devant le parlement de Colombie, pour transmettre un message de paix dans un pays déchiré par plus d'un demi-siècle de conflit armé.

## Sélection d'œuvres

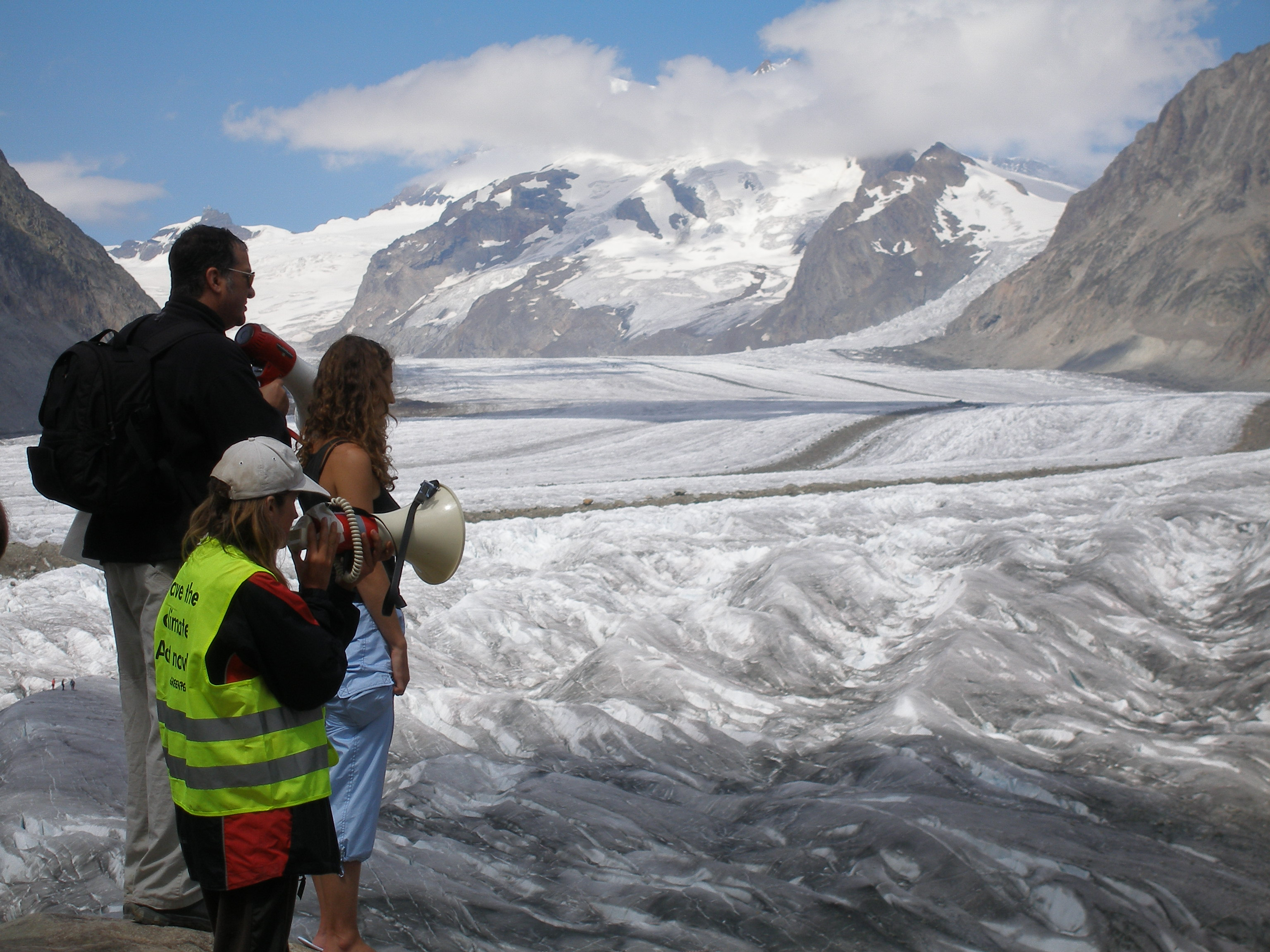
Tunick donnant ses directives lors de l'installation sur le glacier d'Aletsch.

- 2016 : Sea of Hull. Les participants sont entièrement peints en bleu pour célébrer le rapport de la ville avec la mer[3],[4].
- 2010 : Aurillac, festival international de théâtre de rue
- 2010 : Sydney, Sydney Opera House
- 2009 : Nouvelle collaboration avec Greenpeace dans les vignobles de Bourgogne pour sensibiliser à l'effet du réchauffement climatique sur le vignoble français.
- 2007 : Installation sur le glacier d'Aletsch pour sensibiliser au réchauffement planétaire, en collaboration avec Greenpeace[5].
- 2007 : Amsterdam
- 2007 : Mexico
- 2006 : Düsseldorf
- 2005 : Newcastle, Lyon et Bruges
- 2004 : Pennsylvania 3
- 2004 : Buffalo 1, Central Terminal, Albright-Knox, Art Gallery
- 2004 : Ohio 1, Museum of Contemporary Art Cleveland
- 2003 : New York 2 et 4, Grand Central
- 2003 : Barcelona 1 et 3, Institut de Cultura
- 2001 : Montréal, musée d'art contemporain

### Galerie

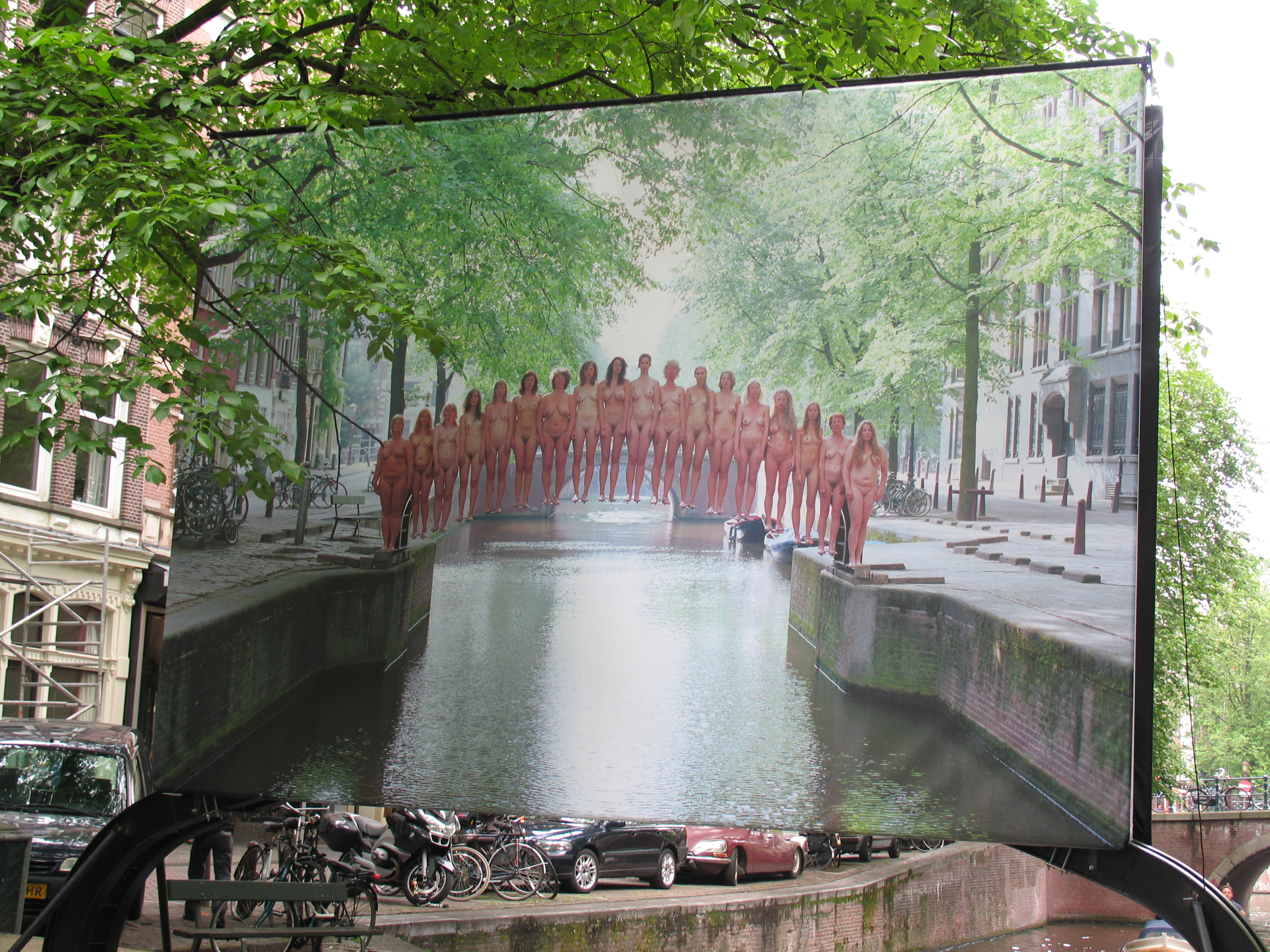
Amsterdam.
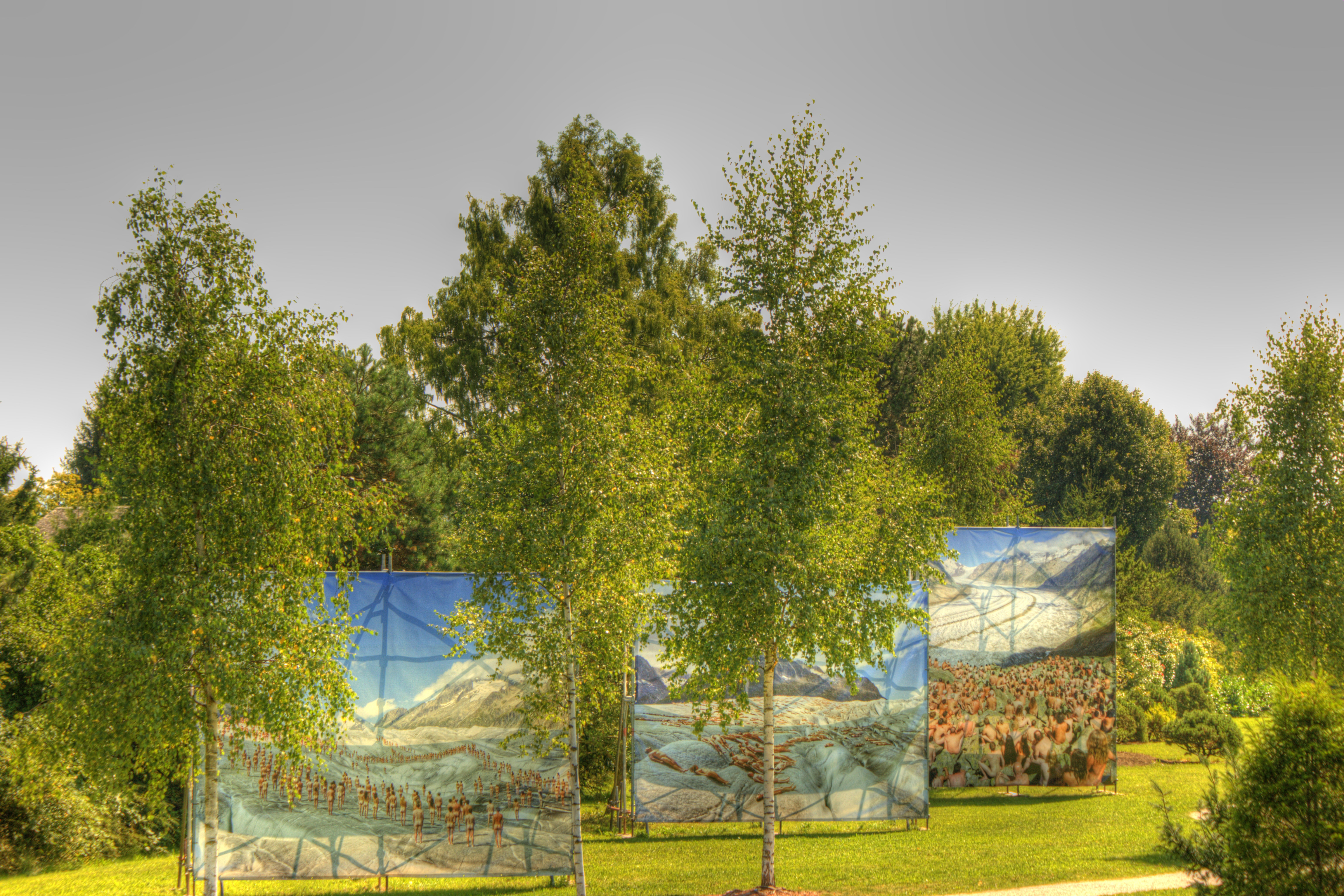